# Sonja
För andra betydelser, se Sonja (olika betydelser).

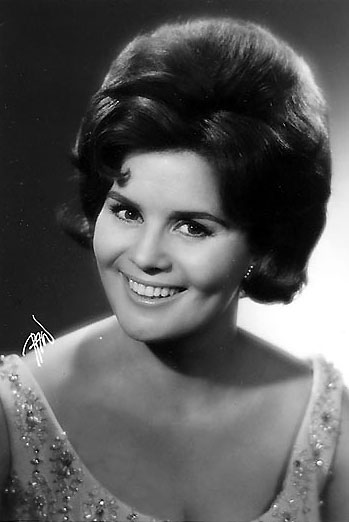
Sonja Stjernquist, 1966.

Sonja är ett ryskt kvinnonamn som är en form av Sofia. Det infördes i den svenska almanackan 1986.
Namnet var relativt populärt under den första halvan av 1900-talet, men har sedan avtagit i användning. 31 december 2005 fanns det totalt 26 987 personer i Sverige med namnet Sonja, varav 18 123 med det som tilltalsnamn. Namnet stavas också Sonia och Sonya. År 2003 fick 158 flickor namnet, varav 48 fick det som tilltalsnamn.
Namnsdag: I Sverige 15 maj (1986-1992: 29 november). I den finlandssvenska namnsdagslängden har Sonja namnsdag 15 maj sedan 1950.

## Kända personer med namnet Sonja/Sonia/Sonya
- Sonja av Norge
- Sonja Aldén, svensk sångerska och låtskrivare
- Sonja Döhre, svensk regissör och TV-producent
- Sonja Edström-Ruthström, svensk längdskidåkare, OS-guld 1960
- Sonia Gandhi, indisk politiker av italienskt ursprung
- Sonya Hartnett, australisk författare
- Sonya Hedenbratt, svensk jazzsångare, skådespelare och revyartist
- Sonja Hejdeman, svensk skådespelerska
- Sonja Henie, norsk konståkerska
- Sonja Hildings, svensk sångerska och revyartist
- Sonja Kolthoff, svensk skådespelare
- Sonja Lindblom, svensk skådespelare
- Sonja Looft, svensk skådespelare
- Sonja Mikkelsen, dansk politiker
- Sonja Petterson, svensk skulptör
- Sonja Rembo, svensk politiker
- Sonja Rolén, svensk skådespelare och sångare
- Sonia Rykiel, fransk modeskapare
- Sonja Smederevac, svensk journalist och dokumentärfilmare
- Sonja Stjernquist, svensk operettsångerska
- Sonja Svensson (född 1943), svensk litteraturvetare
- Sonja Vougt (1888–1972), svensk översättare
- Sonja Westerbergh, svensk skådespelare
- Sonja Wigert, norsk-svensk skådespelerska
- Sonja Åkesson, svensk författare, dramatiker, poet och bildkonstnär

## Fiktiva personer och figurer med namnet Sonja/Sonia/Sonya
- Sonja i den danska filmen Slå först Freddie!, spelades av Essy Persson (1965)
- Sonja, en av huvudrollerna i filmen Gula divisionen, spelades av Ann-Marie Gyllenspetz (1954)
- Sonja i filmen Möte i natten, spelades av Eivor Landström (1946)
- Sonja, en av titelrollerna i filmen Två solkiga blondiner, spelades av Maria Johnson (1984)
- Sonja Bergman i filmen Två kvinnor, spelades av Eva Dahlbeck (1947)
- Sonya Blade, Mortal Kombat-serien
- Sonja Collin i filmen Var sin väg, spelades av Marianne Aminoff (1948)
- Sonja Ek, Bert-serien, Berts lärarinna
- Sonja Elbegård i filmen Moln över Hellesta, spelades av Birgitta Andersson (1956)
- Sonja Hallberg i tv-serien Sonja, titelrollen spelades av Suzanne Brenning (1970)
- Sonya Iversen i filmen Alla älskar Alice, spelades av Marie Göranzon (2002)
- Sonja Katena i filmen Farliga vägar, spelades av Maj-Britt Håkansson-Fant (1942)
- Sonja Larsson i filmen Sonja, titelrollen spelades av Birgit Tengroth (1943)
- Sonja Svensson i filmerna Damen i svart, Mannekäng i rött, Ryttare i blått och Vita frun, spelades av Lena Granhagen (1958–1959 och 1962)